# Zsennye
Zsennye è un comune dell'Ungheria di 106 abitanti (dati 2001). È situato nella contea di Vas.

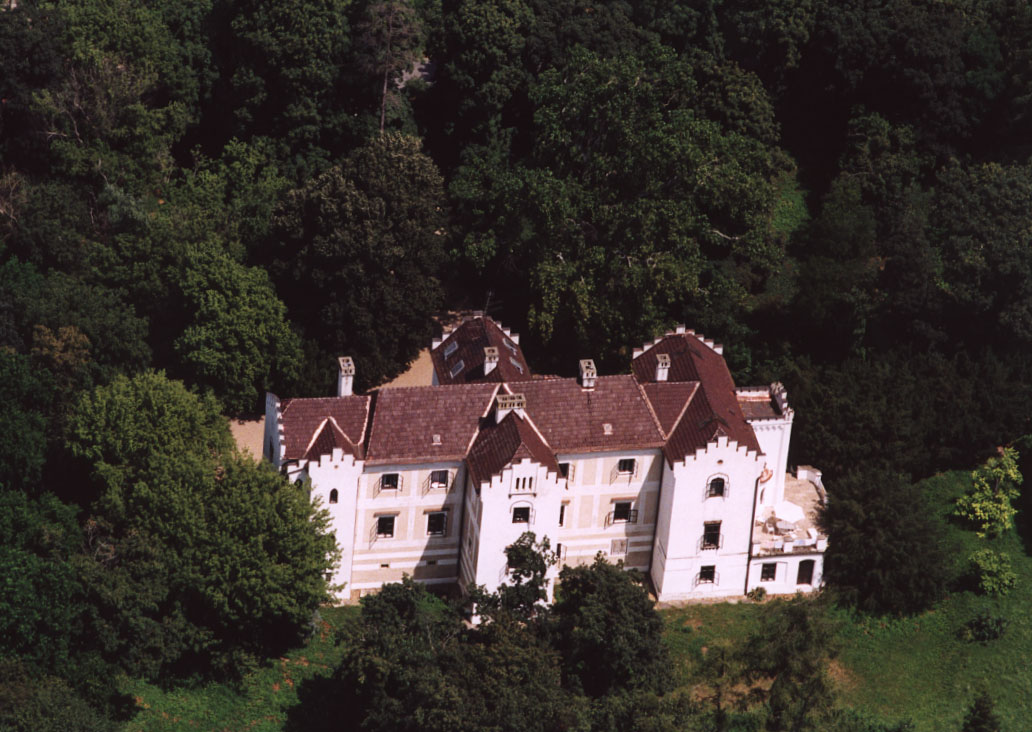
Castello